# Patrick Degerman
Patrick ”Pata” Degerman, född 1968, är en finlandssvensk upptäcktsresande och bergsklättrare. Hans klättringsexpeditioner har klättrat 22 första stigningar och gett namn åt Mount Finland, Mount Sisu och Mount Suomi på Antarktis samt Mount Patapata på Grönland. Degerman gjorde sin första expedition till Antarktis 1997.
Förutom arktiska områden har han också utforskat andra delar av världen såsom Amazonas regnskog, Saharaöknen och öriket Tonga. Degerman har klättrat på alla kontinenter och besökt totalt nio områden som människan aldrig hade besökt tidigare.
Degerman har studerat industriell design vid Konstindustriella högskolan och har arbetat som designer och medlem av produktutvecklingsteamet på Halti. Degerman har bland annat designat Lapin Kulta ölets halvliters flaska.
Degerman har varit en aktiv scout sedan 13 års ålder, och har sagt att entusiasmen till naturen ursprungligen kom från scouterna.
Degerman är en välkänd talare. Han uppskattar att han talar vid cirka 150 evenemang per år och valdes till årets talare 2006 av Speakersforum. Offentligt talar Degerman aktivt för kampen mot klimatförändringen och hållbar utveckling.